# Vlag van Lessen
De vlag van Lessen  is bevestigd door het gemeentebestuur als de vlag van de Henegouwse gemeente Lessen. De vlag kan als volgt worden beschreven:
Twee even lange banen van rood en van geel met op het midden het gemeentewapen.
De kleuren van de vlag zijn afkomstig op het gemeentewapen, dat ook op de vlag is afgebeeld.
De Raad van Heraldiek en Vexillologie (Frans: Conseil d’héraldique et de vexillologie) stelde een wapenbanier van het gemeentewapen voorgesteld. maar deze vlag is niet in gebruik.

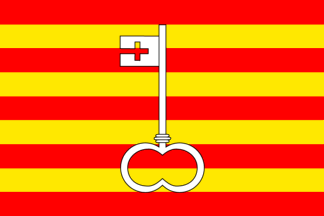
Vlagontwerp van de Raad van Heraldiek en Vexillologie